# ТЕС Газлан
26°51′14″ пн. ш. 49°53′57″ сх. д. / 26.85389° пн. ш. 49.89917° сх. д.
ТЕС Газлан (Ghazlan) — теплова електростанція на східному узбережжі Саудівської Аравії.
У 1980-му стала до ладу перша черга станції, що має чотири парові котла, від яких живляться чотири парові турбіни потужністю по 430 МВт.
З 1999 по 2001 роки ввели в дію другу чергу, яка також мала чотири парові котла та чотири парові турбіни потужністю по 664 МВт. 
Як паливо станція використовує природний газ. Можливо відзначити, що повз її майданчик проходить газопровід Утманія – Беррі.
Видача продукції другої черги відбувається по ЛЕП, що працює під напругою 380 кВ.